# Pietro di Miniato

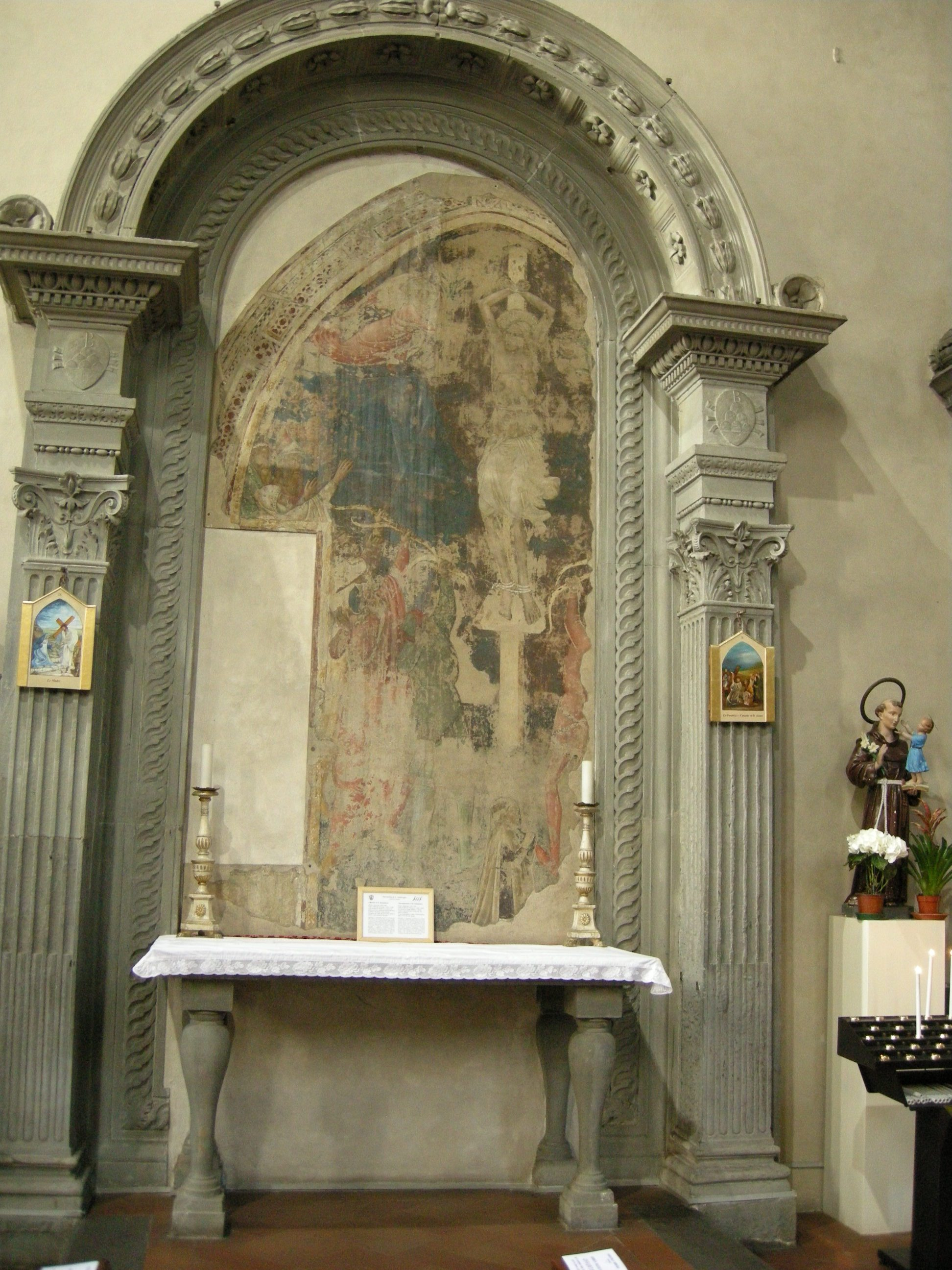
Affresco parziale raffigurante il martirio di San Sebastiano a Sant'Ambrogio, Firenze

Pietro di Miniato noto anche come Pietro di San Miniato (1366 circa – 1430-1446 circa) è stato un pittore italiano, attivo a Firenze e Prato, che dipingeva in stile gotico.

## Biografia
Collaborò con un parente, Antonio di Miniato di Piero, probabilmente suo figlio, attivo circa nel 1430 a Prato e dintorni. Tra le opere a lui attribuite vi sono un crocifisso dipinto presente nel Museo d'Arte di Saint Louis, un polittico nel Museo civico di Prato, un affresco nella chiesa di San Niccolò a Prato e uno nella Cappella di Santo Stefano del Duomo di Prato, raffigurante la Vergine e il Bambino affiancati da santi.
Un'Annunciazione nella Basilica di Santa Maria Novella a Firenze, da lungo tempo non attribuita, è ora identificata come opera di Pietro di Miniato.